# John Williamson (Wirtschaftswissenschaftler)
John Williamson (* 7. Juni 1937 in Hereford, England; † 11. April 2021 in Chevy Chase (Maryland)) war ein britischer Wirtschaftswissenschaftler.

## Werdegang
Als Sohn von A. H. Williamson und Eileen Williamson studierte er an der London School of Economics and Political Science und an der Princeton University bis 1963. 1974 heiratete er Denise R. de Souza, mit der er zwei Söhne und eine Tochter hat. Er war von 1963 bis 1968 als Dozent an der Universität York tätig und arbeitete anschließend an zahlreichen Universitäten und Instituten:
- 1962–63 Princeton University
- 1963–68 Universität York
- 1967–80 Massachusetts Institute of Technology
- 1970–77 University of Warwick
- 1978–81 Pontifícia Universidade Católica do Rio de Janeiro

Seit 1981 war er leitender Wissenschaftler (Senior fellow) am Institute for International Finance (IIF).
Außerdem arbeitete er von 1968 bis 1970 als Wirtschaftsberater für das britische Finanzministerium, war 1972 bis 1974 Berater beim IWF und von 1996 bis 1999 zuständig für Südasien bei der Weltbank als Chief Economist (Zur Zeit der Asienkrise 1997/98). Zuletzt war Williamson 2001 Projektdirektor für den Zedillo Report zur UN-Konferenz über Entwicklungsfinanzierung in Monterrey 2002.

## Werke (Auswahl)
Zusätzlich war er Autor zahlreicher veröffentlichter Studien zu den Themen internationale Finanzsysteme und Verschuldung der Entwicklungsländer:
- Mit Brian Deese und Nancy Birdsall: Delivering on Debt Relief: From IMF Gold to a New Aid Architecture, Center for Global Development., Washington D.C. 2002, ISBN 0881323314.
- Exchange Rate Regimes for Emerging Markets: Reviving the Intermediate Option.,  Inst. for Internat. Economics, Washington D.C. 2000, ISBN 0881322938.
- The Crawling Band as an Exchange Rate Regime. Institute for International Economics, Washington D.C. 1996.
- What Role for Currency Boards?, Institute for International Economics, Washington D.C. 1995.
- Estimating Equilibrium Exchange Rates.  Institute for International Economics, Washington D.C. 1994.
- The Political Economy of Policy Reform. Institute for International Economics, Washington D.C. 1993.
- Economic Consequences of Soviet Disintegration. Institute for International Economics, Washington D.C. 1993.
- Trade and Payments After Soviet Disintegration. Institute  for International Economics, Washington D.C. 1992.
- mit Oleh Havrylyshyn: From Soviet Disunion to Eastern Economic Community? 1991.
- Currency Convertibility in Eastern Europe. (1991)
- Latin American Adjustment: How Much Has Happened? (1990)
- mit Marcus Miller: Targets and Indicators: A Blueprint for the International Coordination of Economic Policy.  1987